# Коридон (Ајова)
Коридон (енгл. Corydon) град је у америчкој савезној држави Ајова. По попису становништва из 2010. у њему је живело 1.585 становника.

## Демографија
Према попису становништва из 2010. у граду је живело 1.585 становника, што је -6 (-0.4%) становника више него 2000. године.
| Група             | 2000.         | 2010.         |
| Белци             | 1.579 (99,2%) | 1.566 (98,8%) |
| Афроамериканци    | 1 (0,1%)      | 1 (0,1%)      |
| Азијати           | 1 (0,1%)      | 1 (0,1%)      |
| Хиспаноамериканци | 3 (0,2%)      | 7 (0,4%)      |
| Укупно            | 1.591         | 1.585         |